# التعبرة (إب)

تعديل مصدري - تعديل

التعبرة محلة تابعة لقرية اللفج، التابعة لعزلة حرد بمديرية إب إحدى مديريات محافظة إب في الجمهورية اليمنية.، بلغ تعداد سكانها 23 حسب تعداد اليمن لعام 2004.